# Lithomyrtus hypoleuca
Lithomyrtus hypoleuca är en myrtenväxtart som beskrevs av Ferdinand von Mueller, Neil Snow och Gordon P. Guymer. Lithomyrtus hypoleuca ingår i släktet Lithomyrtus och familjen myrtenväxter. Inga underarter finns listade i Catalogue of Life.